# Mario Donizetti
Mario Donizetti (Bérgamo, 23 de Janeiro 1932) é um pintor e ensaísta italiano.

## Biografia
A investigação técnica conduzida com rigor científico levou–o a utilizar um método de trabalho muito pessoal com a sua têmpera de ovo pintada e velada e a sua pintura pastel encaustizzata.
Fundador, em 1977, do "Centro de Pesquisa das Técnicas da Arte" e em 2003 do "Donizetti Museu Escola", Donizetti divulga as suas técnicas através da Internet (donizetti-museoscuola.it) com textos em várias línguas (inglês, francês , alemão, espanhol, japonês, chinês), bem como com aulas filmadas e dobradas em Inglês.
Colabora com jornais e revistas com ensaios sobre estética e diagnóstico da restauração.
Em 1983 ele recebeu a honra de uma exposição retrospectiva nos Salões da Pinacoteca Ambrosiana, em Milão.
Entusiasta de música, criou um "novo método de escrever música" eliminando o pentagrama.
Ele é classificado como um dos 10000 melhores artistas do mundo entre o século XVIII e XXI por a Artists Trade Union of Russia.

## Obras
O "Crucifixo" no Museu do Tesouro da Basílica de São Pedro, no Vaticano, os afrescos e o retábulo na histórica Basílica de Pontida, os retratos de Constanza, sua esposa e modelo, retratos de grandes personagens, alguns dos quais (como o Papa João Paulo II agora no National Portrait Gallery, em Washington), publicado na capa da revista TIME Magazine, os retratos de estrelas famosas do show como Marcel Marceau, Jean Louis Barrault, Hedwig Feuillèr, Marta Abba, Renzo Ricci, Vittorio Gassman, Rossella Falck, Giorgio Albertazzi, Carla Fracci, Giulia Lazzarini, Valentina Cortese publicados nas capas de "Il DRAMMA" e "COSTUME", o retrato de Indro Montanelli (para o EUROPEO), retratos de Piero Chiara, Rudolf Nureyev, Biagio Marin, Vittorino Andreoli, Oriana Fallaci, os retratos do bispo Togni para o episcopado de Lugano, do bispo Bonicelli para o episcopal de Parma, o retrato de Aldo Croff para galeria de imagens no Hospital Maggiore em Milão, o retrato de Gianandrea Gavazzeni no Museu do Teatro Scala, a obra "Profilo" da Galeria de Arte Moderna de Udine, a "Commedia dell'Arte" da "Coleção Spajani" GAMEC, a "Caritá" da "Colecção Margherita Cassis Faraone Mautner Markov", "Tributeao Gaetano" (relevo), no centro do Museu do Nascimento de Gaetano Donizetti, obras na " Colecção TIME ", em Nova York, em colecções nos Estados Unidos, na URS, Canadá, Venezuela, Inglaterra, França, obras nos espaços de representação nos navios da Costa Cruzeiros.

## Exposições
- "Premio Suzzara" 1951 e 1952
- "Mostra Arte Sacra" 1952
- "Premio Michetti" 1953"
- "Nazionale Arte Sacra – Bologna" 1954
- Pessoal "Galleria Ranzini" Via Brera Milano 1955
- "II Quadriennale di Roma" 1955
- "Biennale Arte Sacra Angelicum" 1957
- Pessoal "Gall. Ranzini" via Brera 1958
- "Biennale Angelicum" 1959
- "The Picture and the Painter" Trafalgar Galleries Londra 1960
- "Biennale Angelicum" 1961
- "Museo della Scienza e della Tecnica" 1962
- "Museo Teatrale alla Scala" 1963
- "Palazzo della Permanente" Milano 1964
- "Palazzo Reale" Milano 1966
- "The Royal Summer Exhibition" Londra 1966
- "Palazzo della Permanente" Milano 1967
- "Padiglione Arte Contemporanea" Milano 1969
- Pessoal "Galleria Quaglino" Torino 1970
- Pessoal "Galleria Pirra" Torino 1973
- Pessoal "Leitheimer Schloss Museum" Monaco 1974
- Pessoal "J.H.Bauer Galerie" Hannover 1974
- Antólogica "Pinacoteca Ambrosiana" Milano 1983⁄84
- Antólogica "Museo del Patriarcato" Aquileia 1995
- "75° TIME" – National Portrait Gallery – Washington 1998
- Antólogica "Disegni" Palazzo Sormani Milano 1999
- "I Sette Vizi Capitali" Palazzo della Ragione BG 1999
- "75° TIME"– National Academy Museum – New York 1999
- "75° TIME" – Chicago Historical Society – Illinois 2000
- Livreria Bocca – Galeria Vittorio Emanuele – Milano 2000
- "75° TIME" – Edsel and Eleanor Ford House – Grosse Pointe Shore – Michigam 2000
- Pessoal "Galleria Schreiber" – Brescia 2000
- Pessoal "Galleria Arsmedia" 2002
- "Donizetti Designer" Galeria Arsmedia – 2003
- "Quadrato per la Ricerca" GAMEC 2005
- Pessoal – Galeria Cappelletti – via Brera – Milano 2007
- Pessoal "Arte e Filosofia dell'Arte" Radici Casa 2008
- Pessoal – CASTELLO ORZINUOVI – 2011 –
- 54° BIENNALE VENEZIA ARSENALE – 2011

## Composições
- "Forma e non Forma" 1958 – Edição Ranzini
- "Astrazione e Rappresentazione" 1959
- "Idealismo, Croce e nuovo realismo" COSTUME n.26⁄27 1977
- "La Madonna di Alzano del Bellini" COSTUME n.28⁄29 1977
- "I danni della luce nei Musei" COSTUME n.30⁄31 1978
- "Il consumismo è arrivato al Museo" COSTUME n. 32⁄33 1978
- "Progetto per una proposta di legge" COSTUME n.34⁄35 1979
- "Progetto per la costituzione di una scuola d'Arte" COSTUME n. 38⁄39 1980
- "Denuncia degli esiti negativi della moderna critica d'arte" COSTUME n. 40⁄41 1980
- "Dopo l'attuale restauro della Cena, Leonardo autografo o Leonardo e aiuti?" COSTUME n. 48⁄49 1982
- "I critici e l'arte", EUROPEO, n.52 dic. 1990
- "Leonardo", EUROPEO, n.24 giugno 1991
- "L'artista non è solo" EUROPEO n.49 dicembre 1991
- "Perché Figurativo" 1992 – Corponove Ed.
- "Razionalità della Fede e della Bellezza" 1995 Corponove Ed.
- "Mater Intemerata" (monologo) HYSTRIO n.2 1995
- "Lettera a Parmenide" 1996 Corponove Ed.
- "Lettera a Platone" 1997 Corponove Ed.
- "Perché Figurativo"1997 II Ed. revendida e correta ART'È FMR
- "Argomenti di Estetica" 1999 Corponove Ed.
- "I Vizi Capitali" 1999 Corponove Ed.
- "Lettera a Hegel" 2000 Coponove Ed
- "Fondamenti" e "Argomenti di Estetica" para o Museo–Scuola 2003
- "Lezioni di Tecnica d'Arte" ("Lessons on Art Technique) 2005 Corponove Ed
- "Bocconi d'Arte" 2006 ESI Edições científicas italianas.
- "Lettera a Phyllis" 2007 Corponove Ed.
- "Nuovo Metodo di Scrittura Musicale" 2008 Corponove Ed.
- "Il Sacro dell'Arte – Lettera agli Artisti" 2011 Coroinive Ed.

## Mario Donizetti em MUSEUS
- Museo TESORO – Basílica de São Pedro Vaticano
- National Portrait Gallerie – Smithsonian Institution – Washington
- Civico museo di Udine
- Museo Teatrale alla Scala – Milão
- GAMEC – Galleria arte moderna e contemporanea – Bérgamo